# 안동민
안동민(1999년 5월 11일 ~ ) 은 대한민국의 축구 선수이다. 포지션은 미드필더이다.